# تارسیزیو ایسائو کیکوچی
تارسیزیو ایسائو کیکوچی (انگلیسی: Tarcisio Isao Kikuchi; ۱ نوامبر ۱۹۵۸ – ) کشیش کاتولیک، و اسقف کاتولیک اهل ژاپن بود.
پاپ فرانسیس قصد دارد کیکوچی را در ۷ دسامبر ۲۰۲۴ به عنوان یک کاردینال تبدیل کند.